# Перепис населення Естонії 1922 року
Перепис 1922 (ест. Eesti 1922. aasta rahvaloendus) — перепис населення, проведений в Естонії в 1922 році. в кінці року. Це був перший загальний перепис населення в Естонській Республіці.
За даними перепису, в Естонії проживало 1 107 059 осіб, з них 298 873 — у містах і 791 934 — у сільській місцевості.